# Herbita subcostata
Herbita subcostata là một loài bướm đêm trong họ Geometridae.